# Коллонтай Олександра Михайлівна
Олекса́ндра Миха́йлівна Коллонтай (рос. Коллонтай Александра Михайловна), до шлюбу Домонтович (19 (31) березня 1872, Санкт-Петербург, Російська імперія — 9 березня 1952, Москва, РРФСР) — учасниця революційного руху у Російській імперії, політична діячка РРФСР та СРСР, провідний член ЦК Російської СДРП (більшовиків), перша у світі жінка-посол, нарком, перша радянська жінка-дипломат, активістка міжнародного феміністського руху, публіцистка, пропагандистка «вільного кохання». «Валькірія революції» за висловом Льва Троцького. По лінії батька мала українське походження.

## Життєпис
Народилася в 1872 році в Санкт-Петербурзі в забезпеченій дворянській родині полковника Генерального штабу Михайла Домонтовича з роду українських поміщиків, та Олександри Олександрівни Масаліної, дочки фінського спекулянта лісом, в якої це був другий шлюб. По лінії Домонтовичів походить від руських князів з роду Рюрика й українських козацьких старшин Держави Війська Запорізького 17 століття, по лінії Масалітіних — від московитів «великоросів», фінів, остзейських німців і французів.
Олександра була єдиною дочкою, але мала зведених братів і сестер від першого шлюбу матері з прізвищем Мровінські. Диригент Євгеній Мровінський — її зведений племінник, син її зведеного брата. Ігор Сєверянин був її троюрідним братом.
Навчалася в кращих домашніх вчителів, від яких отримала висококласну домашню освіту, хоча не закінчила ні гімназії, ні інституту благородних дівиць. Оволоділа майже десятьма іноземними мовами, багато читала, а також відвідувала Школу заохочення мистецтв, брала приватні уроки малювання.
У 16 років Коллонтай склала іспити за курс у 6-ій Петербурзькій чоловічій гімназії, одержала право працювати вчителькою. Мала коня і любила прогулянки верхи. На балах була представлена спадкоємцю престолу, Миколі II.

## Комунізм, фемінізм, більшовизм
У 17 поїхала розвіятися в Париж зі старшою сестрою. Там купила на одному з розвалів «Маніфест комуністичної партії» і сходила на нелегальні марксистські зібрання. Це було швидше даниною моді, однак книжки з'явилися у неї вдома.
Потім Коллонтай поїхала до родичів у Тифліс, де зустріла свого кузена, офіцера російської армії Коллонтая Владимира Людвіговича (1893), через рік одружилася з ним попри спротив батьків, які хотіли видати її за ад'ютанта імператора, і жила з ним у Петрограді у будинку батьків. Згодом[коли?] Коллонтай народжує сина, якого залишить в сім'ї чоловіка у 1896 році. «Я хотіла бути вільною», — зізнавалася вона: «Як тільки маленький син засинав, я йшла в сусідню кімнату, щоб знову взятися за книгу Леніна».
З кінця 1890-х років бере участь у російському революційному русі.
На спадок від батьків вступила до Цюріхського університету, де на одному з мітингів познайомилася з Розою Люксембург, і та відправила її на навчання до Англії, вивчати англійський робітничий рух. В 1901 році в книжковому магазині для росіян в Женеві, познайомилася з Плехановим. А пізніше, вже в Петрограді, знайомиться з Леніним. Плеханов став її наставником у питаннях соціалізму.
Шлюб розірвала в 1916 році. Колишній чоловік Владімір Колонтай помер 13 лютого 1917 від хвороби у віці 50 років невдовзі після її повернення до Петрограду.
У комуністичний фемінізм її ввела Роза Люксембург, і Олександра стала брати участь у засіданнях Другого Інтернаціоналу по жіночій лінії, а також у різних міжнародних конгресах феміністок. Люксембург і дружина Карла Лібкнехта Софія Берівна Рисс дружили з Олександрою.
Перша праця Коллонтай була про Фінляндію і боротьбу пригнічених фінських робітників.

У 1905 знайомиться з Леніним. Пізніше переїхала до Німеччини, де разом з Карлом Лібкнехтом агітувала від німецької соціал-демократичної парті і гастролювала Європою з пропагандистськими лекціями («читати реферати»), часто провокативними. Коллонтай їздила світом до Першої світової війни.

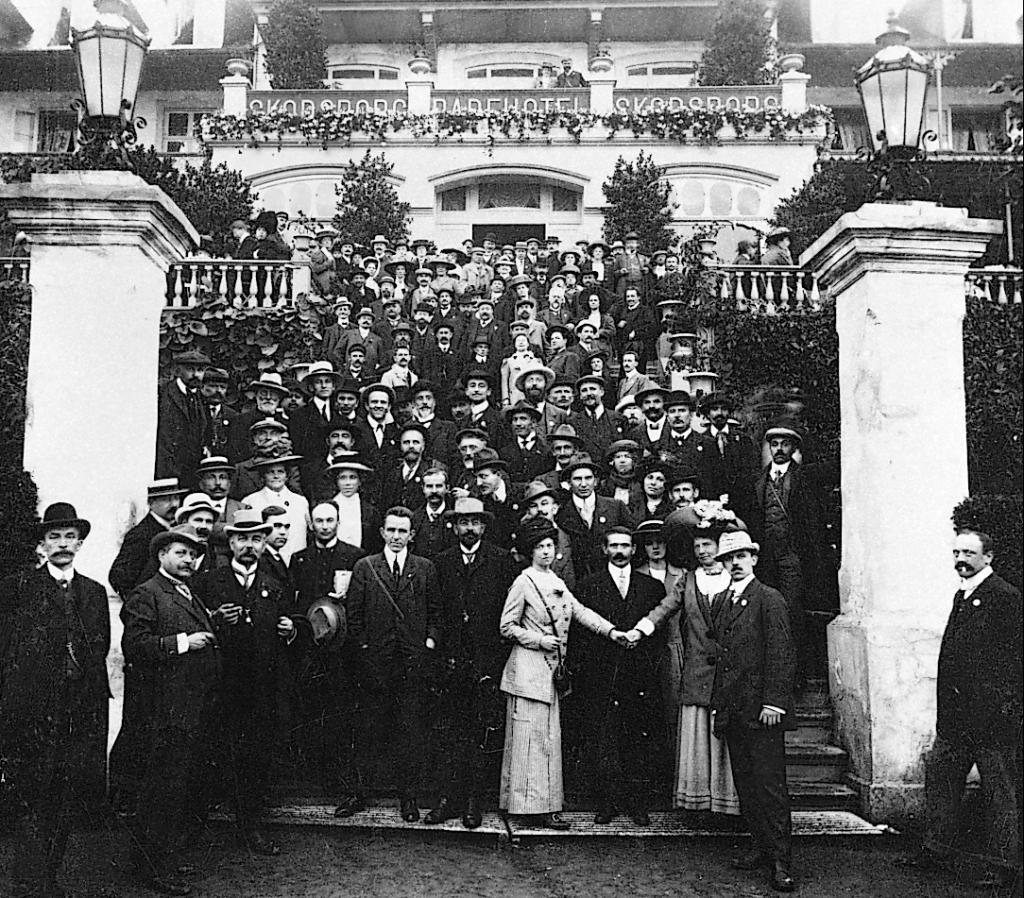
Міжнародний соціалістичний конгрес, Копенгаген 1910. Олександра Коллонтай тримає за руку Клару Цеткін. За ними — Роза Люксембург

## Членство в Німецькій СДП та Російській СДРП (більшовики)
Вступила до Німецької соціал-демократичної партії, співпрацювала з журналами багатьох країн світу, виступала з лекціями. На початку Першої світової заарештована в Німеччині, незабаром звільнена на прохання лідерів німецьких соціал-демократів, після звільнення проживала в Норвегії та Швеції. Працювала в Міжнародному жіночому соціалістичному секретаріаті. Від 1915 — членкиня Російської СДРП(більшовиків) — КПРС. З 1915 перебувала в США, де виступала з публічними пропагандистськими лекціями.
Під час Революції 1905—1907 в Російській імперії Коллонтай створила «Товариства взаємодопомоги робітницям», а після її поразки емігрувала. Проти неї висували звинувачення в заклику до збройного повстання в брошурі «Фінляндія та соціалізм». Багато їздила по Європі, де налагоджувала зв'язки з місцевим соціал-демократичними і суфражистськими рухами, беручи в них активну участь.
В ході турне німецькими і скандинавськими країнами, в 1914 році, як тільки почалася Перша світова війна., осіла в Норвегії. Почала писати Леніну, який відразу відгукнувся на лист відомої німецької агітаторки, і в інтенсивній переписці у них склався «політичний альянс». Коллонтай на той час дрейфувала до більшовизму.

Поселившись в Копенгагені, Коллонтай налагодила тісний зв'язок з Леніним і виконувала його спеціальні доручення, зокрема, зробила дві агітаційних поїздки по США. Туди їй і надіслав свої «Листи з далека» Ленін, із зазначенням відвезти їх до Петрограда до Сталіна, в той час головного редактора газети «Правда» (лютий 1917). Коллонтай перебувала в Норвегії, коли цар Російської імперії Ніколай II зрікся престолу. Ленін написав їй спішно повертатись до Петрограду, а потім дав через своїх людей делікатне доручення. На вокзалі в Петрограді її зустрів Олександр Шляпников, взяв одну з валіз, передбачалося, що у валізі були гроші, які Леніну виділив Німецький уряд на революцію в Росії. 

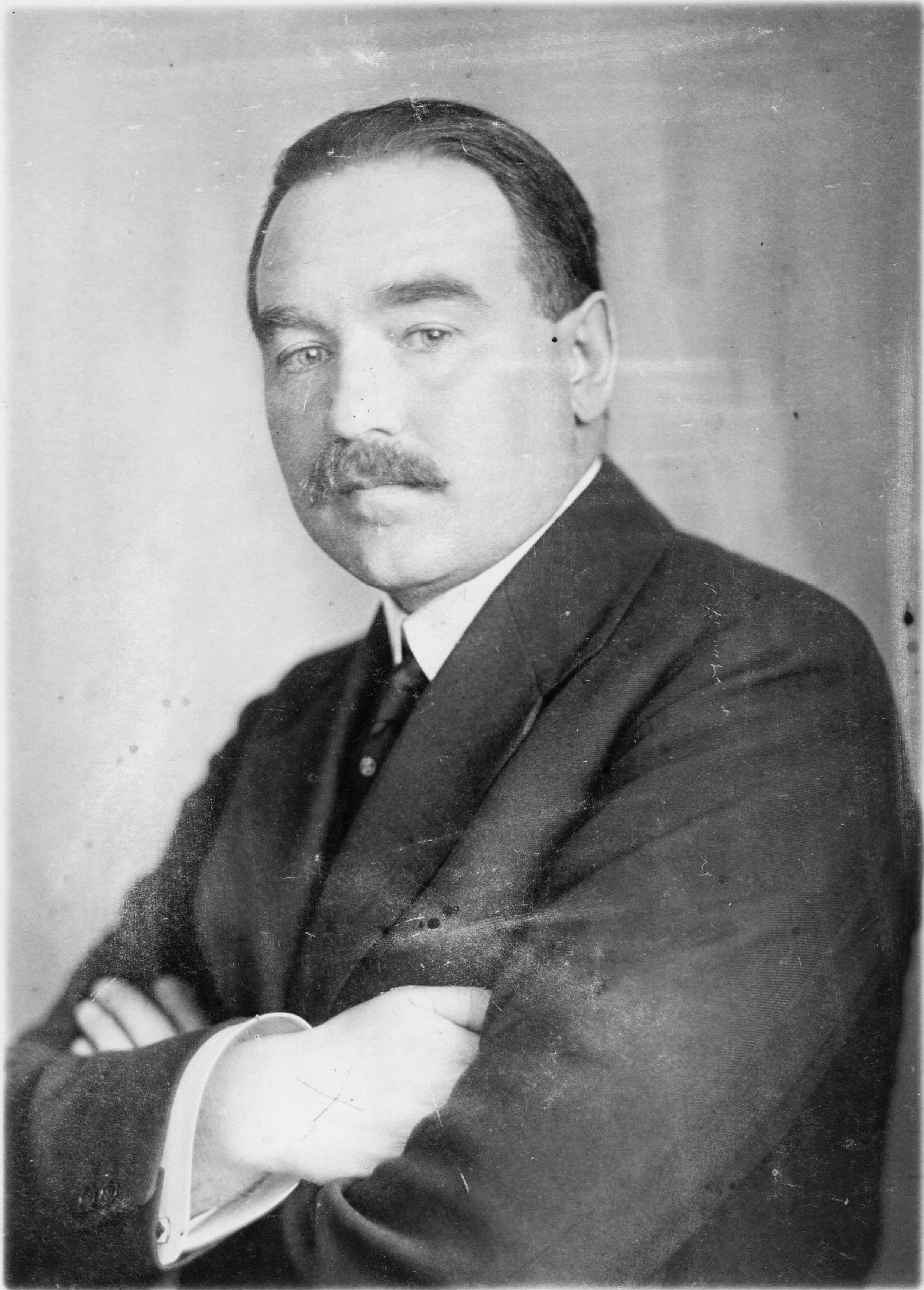
Олександр Шляпников, бойовий товариш Коллонтай, певний час її коханець

## Революція 1917—1922, більшовицька та радянська дипломатична кар'єра

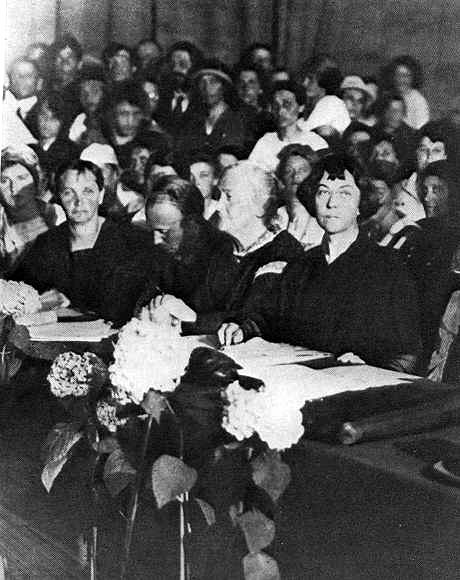
Третій з'їзд Комуністичного Інтернаціоналу (1921). Олександра Коллонтай разом з Кларою Цеткін (передній ряд, перша справа)

У березні 1917 повернулася до Петрограда (нині м. Санкт-Петербург), була членкинею виконкому Петроградської ради робітничних і солдатських депутатів. Постійно виступала на агітаційних мітингах, її заклики до революційного радикалізму та «вільної любові» мали шалений успіх, насамперед серед військових частин. Після Жовтневого перевороту у Петрограді 1917 працювала народним комісаром державної опіки в РНК Російської СФРР.
Незабаром Коллонтай була обрана в виконком Петроградської ради. Була в числі небагатьох делегатів, повністю які підтримали позиції Леніна, викладені в «Квітневих тезах». На Всеросійському з'їзді Рад обрана членкинею ЦВК від більшовиків.
Брала участь в засіданні ЦК Російської СДРП (більшовиків) 10 жовтня 1917, який ухвалив рішення про збройне збройний Жовтневий переворот в Петрограді. А після захоплення більшовиками влади особисто від Леніна отримала пост народного комісара громадського піклування в першому складі Ради.
Потім Ленін направив її до Гельсингфорс (Гельсінки) вести пропаганду серед матросів. В цей час жила в Асторії — військовому готелі більшовиків. Тоді ж розформувала інститут сиріт ім. Миколи I і утворила відділ охорони материнства і дитинства.
Виступила проти сепаратного Берестейського миру Російської СФРР з державами Четверного союзу. У Коллонтай були хороші відносини з Надією Крупською і з Інесою Арманд. У цей час був організований жіночий відділ ЦК РКП(більшовиків)., який очолила Арманд. Коллонтай стала її заступницею, 3 березня 1918, на знак протесту залишивши посаду в уряді. Олександра писала з жіночого питання, порушуючи тему вільного кохання у радикальному на той час ключі.
1919 очолила політвідділ Червоної Армії в Криму, служила начальником політвідділу Задніпровської червоної дивізії, наркомісаркою пропаганди і агітації Кримської Радянської Соціалістичної Республіки, одночасно — членкинею комісії ЦК КП(б)У з агітації і пропаганди серед жінок-робітниць.
Була міністеркою агітації та пропаганди в першому радянському українському уряді за наполяганням Леніна. Працювала у Києві в липні -серпні 1919. Мешкала на вул. Миколаївській (тепер Городецького) в готелі «Континенталь». Втекла з Києва перед звільненням його військами С. Петлюри та А. Денікіна на пароплаві без дозволу уряду Х. Раковського. Більше в Україну не повернулася.
Повернулася в Росію, і включилася в роботу жіночого відділу ЦК РКП(більшовиків). Інеса Арман була ще жива і розвивала теорію «склянки води» про те, що задовольнити сексуальне бажання при комунізмі має бути настільки ж легко, як випити стакан води.
1920 — завідувачка жіночого відділу ЦК РКП(більшовиків). У цей час, коли «комунізм перебував у нас в апогеї свого розвитку», комуністична влада намагалась поставити усіх громадян країни у однорідні умови. Однією з передумов цього була відміна моногамного шлюбу, чого послідовно домагалась Олександра Коллонтай. Але більшовицька влада на це не згодилася.

## Подальший шлях
З 1921 — секретарка Міжнародного жіночого секретаріату при Комінтерні. 1920—1923 учасниця так званої робітничої опозиції в РКП(б). З 1923 — посолка СРСР у Норвегії, з 1926 — у Мексиці, 1927—1930 — знову в Норвегії, 1930—1945 — посланиця, потім посолка у Швеції. Була наставницею Войни Олексія Дорофійовича.

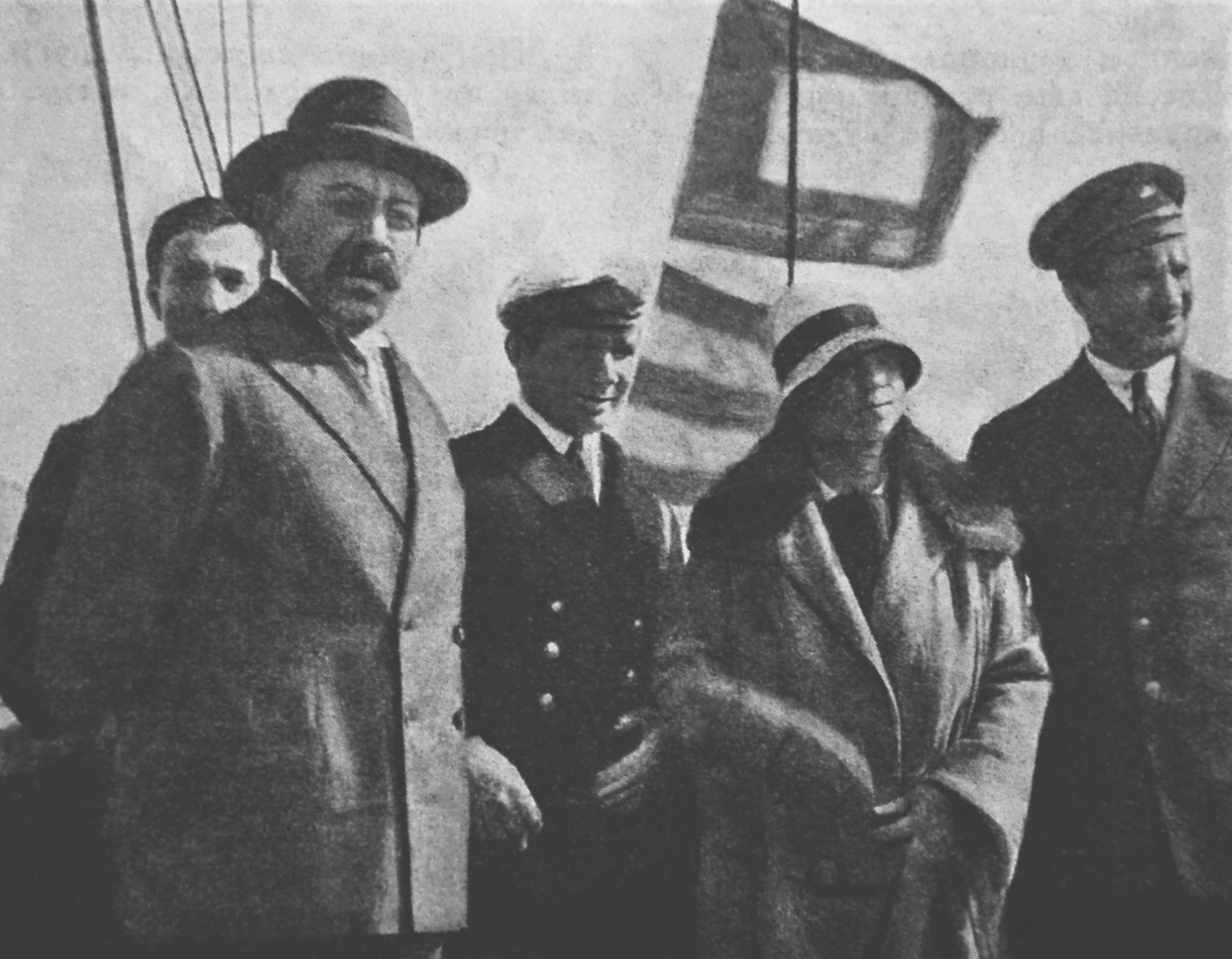
Професор Рудольф Самойлович, Олександра Коллонтай, посол СРСР у Норвегії та комісар Пол Орас на Криголамі Красіна 1928 року

Колонтай заміщувала Арманд при ЦК РКП(більшовиків) і Клару Цеткін в жіночій секції Комінтерну. Вона похоронила обидвох своїх начальниць. Після Арман стала головою жіночого відділу.
В Норвегії написала роман «Любов бджіл трудових», виданий в 60 країнах.
У першій половині 1927 року проводить в Мексиці як посол. Нібито не витримує там клімату, і в кінці року повертається в Норвегію, і перебуває там ще 6 років до 1932 року.
У 1932-му році призначена послом до Швеції.
З 1935 по 1937 рік значну кількість часу провела в Женеві, працюючи в Лізі Націй, де відстоювала права жінок.
У 1943 році Коллонтай розбив параліч. Пересувалась на кріслі-каталці.
1944 вела переговори з Фінляндією про її вихід з Другої світової війни.
Коллонтай отримала багато орденів, мешкала на Великій Калужській і встигла опублікувати в Європі (в Англії, Франції, Норвегії) книжку «Мій шлях в комунізм», але жодна з її теоретичних праць з 1926 року до 1996 року не перевидавався в Росії.
З 1945 — радниця Міністерство закордонних справ СРСР.
Померла 9 березня 1952 р. від інфаркту, похована на Новодівочому кладовищі в м. Москва.
Всі свої рукописи, праці, листи і щоденники Коллонтай здавала в центральний партійний архів Інституту марксизму-ленінізму (сьогодні Російський державний архів соціально-політичної історії) в 1923, 1946 і 1952 роках. В 1970 і 1978 роках фонд Коллонтай було поповнено документами, переданими із Державної публічної бібліотеки, членами сім'ї Коллонтай і іншими особами.

## Пам'ять

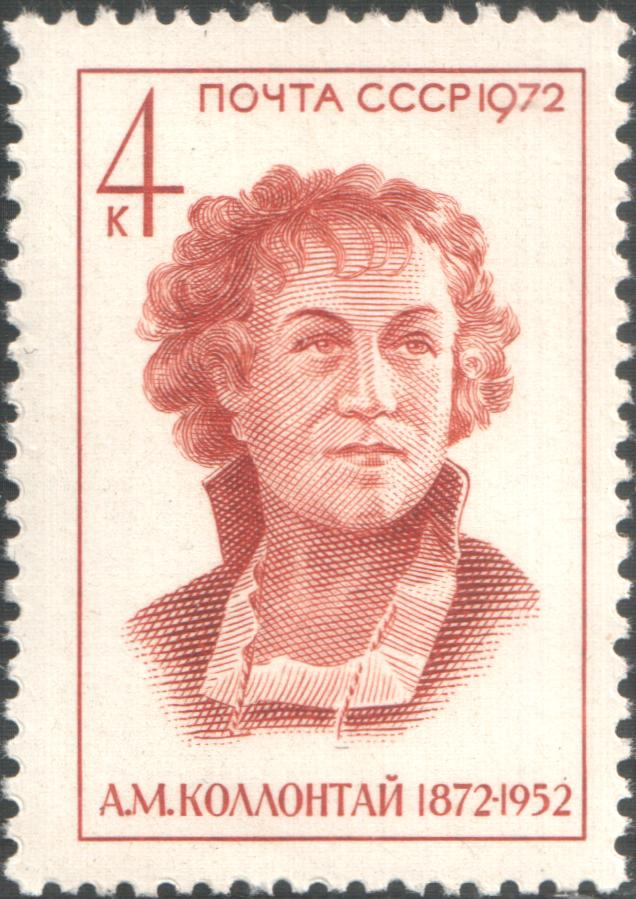
Пам'ятна марка, випущена Радянським Союзом у 1972 році

За радянських часів на честь Коллонтай були названі вулиці та провулки в різних населених пунктах. На її честь названо астероїд 2467 Коллонтай.
1969 року за п'єсою П. Л. та А. С. Тур «Надзвичайний посол» було знято фільм «Посол Радянського Союзу». Прообразом головної героїні (Олена Миколаївна Кольцова, посол Радянського Союзу в королівстві) стала Коллонтай, її роль зіграла актриса Юлія Борисова.

## Нагороди
- Орден Леніна (1933)[15]
- Орден Трудового Червоного Прапора (1945)[15]
- Лицарі Великого Хреста Королівського Норвезького ордена Св. Олава (найвизначніша норвезька нагорода у той час)[16]
- Орден Ацтекського орла (1944 р.)[15][16][прим. 1]

## Роботи
- (рос.) Жизнь финляндских рабочих. СПб., 1903
- (рос.) Социальные основы женского вопроса. СПб., 1909[17]
- (рос.) Общественное движение в Финляндии // Общественное движение в России в начале XX-го века. Том IV часть II. Под ред. Л. Мартова, П. Маслова и А. Потресова. СПб, 1911  [Архівовано 10 вересня 2018 у Wayback Machine.]
- (рос.) По рабочей Европе. СПб., 1912
- (рос.) Общество и материнство, Пг., 1916 [Архівовано 10 вересня 2018 у Wayback Machine.][17]
- (рос.) Семья и коммунистическое государство, 1918 [Архівовано 10 вересня 2018 у Wayback Machine.]
- (рос.) По буржуазной Европе. Казань, 1921
- (рос.) Женское движение в годы французской революции. Пб., 1921[17]
- (рос.) Положение женщины в эволюции хозяйства. М.: Гиз, 1923. — 208 с.[17]
- (рос.) «Василиса Малыгина» 1923
- (рос.) Дорогу крылатому Эросу! (Письмо к трудящейся молодежи) [Архівовано 14 серпня 2018 у Wayback Machine.] // Молодая гвардия. — 1923. — № 3 — C.111-124
- (рос.) (рос.) Домонтович А. Женщина на переломе. М.-Пг.: ГИЗ, 1923, (повесть) [Архівовано 10 вересня 2018 у Wayback Machine.]
- (рос.) Отрывки из дневника. 1914 г., Л.: ГИЗ, 1924.
- (рос.) Любовь пчел трудовых. М.-Пг.: ГИЗ, 1924, (повесть) [Архівовано 10 вересня 2018 у Wayback Machine.]
- (рос.)  [Архівовано 10 вересня 2018 у Wayback Machine.]Большая любовь. М.: ГИЗ, 1927 [Архівовано 10 вересня 2018 у Wayback Machine.]
- (рос.) Сестры. М.-Л., ГИЗ, 1927
- (рос.)  [Архівовано 10 вересня 2018 у Wayback Machine.]Василиса Малыгина. М.-Л.: ГИЗ, 1927, (роман), в 1930 году пьеса [Архівовано 10 вересня 2018 у Wayback Machine.] Н. А. Крашенинникова [Архівовано 10 вересня 2018 у Wayback Machine.] «Вася» по роману «Василиса Малыгина» поставлена в одном из московских театров) [Архівовано 10 вересня 2018 у Wayback Machine.]В начале 1980-х экранизировано в ФРГ. [Архівовано 10 вересня 2018 у Wayback Machine.]
- (рос.) «Мое детство и юность». Можливо співавтором О. М. Коллонтай при написанні нею спогадів англійською мовою була Герда Грепп[en] (1907 —1940)[13]
- (рос.) «Революция — великая мятежница»… Избр. письма 1901—1952. М., 1989. С. 279.[13]
- (рос.) Воспоминания об Ильиче. — М.: Госполитиздат, 1959. — 8 с.
- (рос.) Воспоминания об Ильиче. — М.: Политиздат, 1969. — 15 с. То же. М., 1971.
- (рос.) Избранные статьи и речи. — М.: Политиздат, 1972. — 430 с.: портр., 65 000 экз.
- (рос.) Из моей жизни и работы: Воспоминания и дневники. — М.: Сов. Россия, 1974. — 416 с.: ил., 50 000 экз.
- (рос.) Любовь и новая мораль [Архівовано 27 жовтня 2018 у Wayback Machine.]
- (рос.) Встречи с прошлым: Сб. неопубликованных материалов ЦГАЛИ СССР / Редкол.: И. Л. Андроников и др. — 2-е изд., испр. — М.: Сов. Россия, 1972. — 382 с.
- (рос.) Коллонтай А. М. Революция — великая мятежница. Избранные письма (1901—1952). — М.: Советская Россия, 1989
- (рос.) Новая мораль и рабочий класс.  [Архівовано 17 вересня 2018 у Wayback Machine.]
- (рос.) Кто такие социал-демократы и чего они хотят? (1906) [Архівовано 10 вересня 2018 у Wayback Machine.]
- (рос.) К вопросу о классовой борьбе (1904) [Архівовано 10 вересня 2018 у Wayback Machine.]
- (рос.) И в России будет женский день! [Архівовано 10 вересня 2018 у Wayback Machine.]
- (рос.) Великий борец за права и свободу женщины [Архівовано 10 вересня 2018 у Wayback Machine.]
- (рос.) Дипломатические дневники: 1922—1940 : в 2 т. / предисл. и примеч. М. М. Мухамеджанова. М. : Academia. Т. 1. 528 с. Т. 2. 543 с.
- (рос.) Женщина-работница в современном обществе [Архівовано 10 вересня 2018 у Wayback Machine.]